# Dahe, Hebei Sheng
Dahe är en sockenhuvudort i Kina. Den ligger i provinsen Hebei, i den norra delen av landet, omkring 260 kilometer sydväst om huvudstaden Peking. Antalet invånare är 11 740. Befolkningen består av 5 678 kvinnor och 6 062 män. Barn under 15 år utgör 13,0 %, vuxna 15-64 år 73 %, och äldre över 65 år 13,0 %.
Runt Dahe är det tätbefolkat, med 550 invånare per kvadratkilometer. Närmaste större samhälle är Shijiazhuang, 13,9 km sydost om Dahe. Runt Dahe är det i huvudsak tätbebyggt.
Genomsnittlig årsnederbörd är 656 millimeter. Den regnigaste månaden är juli, med i genomsnitt 206 mm nederbörd, och den torraste är december, med 4 mm nederbörd.